# هرمان شاپر
هرمان شاپر (۱۲ اوت ۱۹۱۱ – ۲۰۰۲) از کارمندان اس‌اس آلمان  نازی بود. او از جمله عاملان هولوکاست و مسئول جنایت‌های مرتکب شده توسط آینزاتس‌گروپن در لهستان اشغالی و اتحاد جماهیر شوروی تحت اشغال آلمان بود. وی پس از جنگ به جرم چندین جنایت جنگی دادگاهی شد.

## در لهستان
شاپر به اس‌اس پیوست و در ۲۰ آوریل ۱۹۳۵ به درجه اس‌اس-اونتراشتورمفورر ارتقا یافت. سپس در ۲۰ آوریل ۱۹۳۷ به درجه اس‌اس-اوبراشتورمفورر دست یافت. پیش از تهاجم ۱۹۳۹ به لهستان، شاپر در دفاتر اصلی اس دی آلمان نازی کار می‌کرد. در طی اشغال لهستان، شاپر فرمانده یکی از آینزاتس‌گروپ‌ها با نام Kommando SS Zichenau-Schröttersburg بود، که یکی از پنج تشکیلات اینچنینی به‌شمار می‌رفت که در شرق لهستان ایجاد شده و متشکل از ۵۰۰ تا ۱۰۰۰ تن از اعضای اس‌اس و گشتاپو بود. شاپر در منطقه پوتسک (تغییر نام یافته به شروترزبورگ) که توسط کنت فان در گروبن اداره می‌شد، فعالیت داشت. ارشد او اس‌اس-اشتورمبانفورر هارتموت پولمر، رئیس گشتاپو مستقر در چیخانوف (تغییر نام یافته به زیخِناو) بود.
جوخه مرگ شاپر بلافاصله پس از حمله آلمان به اتحاد جماهیر شوروی در منطقه تازه‌تاسیس بیاویستوک مستقر شد. هیملر در ۳۰ ژوئن ۱۹۴۱ از بیاویستوک دیدن کرد و اعلام کرد که نیروهای بیشتری در منطقه مورد نیاز است، زیرا تعقیب نیروهای در حال گریز ارتش سرخ باعث ایجاد خلاء امنیتی شده بود. در ۳ ژوئیه، تشکیلات اضافی شوترپولیتزای از دولت عمومی به شهر رسید، و رهبری آن‌ها با اس‌اس-اوبراشتورمفورر ولفگانگ برکنر، که پیشتر تجربه شرکت در آینزاتس‌گروپ چهار در طی تهاجم به لهستان را داشت، بود. یگان کمکی، با نام «کوماندو بیاویستوک»، توسط اس‌اس-اوبراشتورمفورر ابرهارت شونگارت به دستور اداره اصلی امنیت رایش (RSHA)، به دلیل گزارش فعالیت چریکی شوروی به منطقه فرستاده شد و یهودیان بی‌درنگ مظنون‌های اصلی شناخته شدند. در ۱۰ ژوئیه ۱۹۴۱، آینزاتس‌گروپ شاپر به ده‌ها گروه کوماندویی کوچکتر (Einsatzkommando) تقسیم شد که تعداد آنها از چند تا ده‌ها تن بود و ماموریتشان کشتن یهودیان، کمونیست‌ها و همکاران NKVD شوروی در سرزمین‌های تصرف شده – اغلب در پشت جبهه پیشرو آلمان – به‌شمار می‌رفت. همه آینزاتس‌گروپ‌ها از روش یکسان و روشمند کشتار دسته‌جمعی در بسیاری از روستاها و شهرهای لهستان در نزدیکی بیاویستوک استفاده می‌کردند. مناطق کشتار شاپر در جنوب شرقی پروس خاوری شامل ویزنا (پایان ژوئن)، وانسوش (۵ ژوئیه)، راجووو (۷ ژوئیه)، یدوابنه (۱۰ ژوئیه)، ومژا (اوایل اوت)، تیکوچین (۲۲–۲۵ اوت)، روتکی (۴ سپتامبر)، پیانتنی‌یتسا، زامبروف و مکان‌های دیگر می‌شد.

## دادگاهی پس از جنگ
در آغاز دهه ۱۹۶۰، جنایات جنگی انجام شده توسط شاپر توسط مرکز قضایی آلمان برای تعقیب جنایات نازی‌ها در لودویگزوبورگ مورد بررسی قرار گرفتند. دادستان‌ها یک شاهد کلیدی، کرایس‌کومیسار آلمانی در ومژا، را احضار کردند و او از گروه شبه‌نظامی گشتاپوی «آینزاتس‌گروپ ب» تحت فرماندهی اس‌اس-اوبراشتورمفورر هرمان شاپر در جریان تحقیقات برکنر نام برد. شاپر در سال ۱۹۶۴ متهم شد که بشخصه آینزاتس‌کماندوی مسئول کشتار جمعی یهودیان در شهر را هدایت کرده‌است. دو شاهد از اسرائیل - خایا فینکلستاین از راجووو و ایتزهاک فلر از تیکوچین - از روی عکس‌ها هرمان شاپر را به عنوان مسئول کشتار در راجووو در ۷ ژوئیه ۱۹۴۱، و همچنین کشتارهای دسته جمعی در تیکوچین در ۲۵ اوت ۱۹۴۱ شناسایی کردند. روش‌های به‌کارگرفته‌شده توسط جوخه مرگ شاپر در این کشتارها همانند ان‌هایی بودند که در یدوابنه (چند کیلومتر فاصله) تنها سه روز پس از آن استفاده شدند. شاپر اتهامات را رد کرد و آلمانی‌ها شواهد را برای پیگرد قانونی وی در آن هنگام کافی ندانستند. او به بازجویان دروغ گفت که در سال ۱۹۴۱ راننده کامیون بوده و از نام‌های دروغین استفاده کرد. علیرغم شناسایی مثبت وی توسط دادگاه‌ها، روند قانونی علیه او در ۲ سپتامبر ۱۹۶۵ متوقف شد.
وی در سال ۱۹۷۶ به دلیل جنایات دیگر علیه لهستانی‌ها و یهودیان در آلمان دوباره دادگاهی و به شش سال زندان محکوم شد، اما پس از تجدیدنظر، این حکم پس از آنکه وضعیت سلامتی وی برای محاکمه دوباره بسیار شکننده اعلام شد، لغو گشت. بنا بود تا شاپر به همراه فرانتس هارتمان، هانس دورماگه، کورت بارسل، همگی از اعضای دفتر گشتاپو در چیخانوف، به دلیل مشارکت در جنایات مربوط به هولوکاست دادگاهی شوند.
شاپر در نود سالگی بر اثر پیری مرد. برپایه بیانیه‌ای که مؤسسه یادبود ملی لهستان از دادستان آلمان دریافت کرده‌است، اسناد محاکمه وی دیگر در دسترس نیست و به احتمال زیاد پس از پایان پرونده از میان رفته‌اند.